# Bataille de Yaguachi
La bataille de Yaguachi ou bataille de Cone est livrée le 19 août 1821 entre les troupes indépendantistes commandées par Antonio José de Sucre et l'armée espagnole dirigée par le colonel Francisco González. L'affrontement prend fin avec la victoire des patriotes.

## Contexte
Après les défaites de Huachi, Verdeloma et Tanizahua, les villes de Cuenca, Riobamba, Ambato et Latacunga sont repassées sous le contrôle des royalistes sous la garde du commandant Puyol et du capitaine Agustín Agualongo (en).
Au début de janvier 1821, Bolívar envoie à Guayaquil le général José Mires et les aides Pombo et Morán avec l'ordre d'effectuer toutes les actions nécessaires à la libération de Quito. Ils amènent avec eux 1 000 fusils, 50 000 cartouches, 8 000 pierres de silex, 300 sabres et 100 paires de pistolets. 
Le 6 mai 1821, Bolívar envoie son meilleur général, Antonio José de Sucre en remplacement de Mires. Il est nommé par le gouvernement de Guayaquil chef suprême de l'armée et établit son quartier général à Samborondón d'où il envoie des troupes à Babahoyo sous le commandement du lieutenant-colonel Nicolás López. Les forces que commande le général Sucre comptent environ 1 700 hommes.
Un groupe de conspirateurs se constitue, dirigé par le colonel Juan de Dios Araujo, commandant de la province, le lieutenant-colonel Nicolas Lopez, commandant du bataillon « Libertadores », le commandant Bartholomew Salgado, second commandant du bataillon « Libertadores » et le lieutenant Ramón Ollague, chef de la flotte stationnée dans la río Guayas se composant d'un brick, un sloop, deux goélettes et 10 canonnières.
La sédition est effectuée les 16, 17, 18 et 19 juillet, mais ne parvient pas à provoquer une adhésion des troupes libératrices à leur cause. Quelques traîtres coupent alors la route Guaranda-Riobamba. Le général Sucre charge le lieutenant-colonel Cestáris et le commandant Vicente Castro de poursuivre les rebelles. Le premier les rejoint à Palo Largo et les vainc, tandis que le second les contacte à Playas et réintègre 300 des mutins dans l'armée patriote.
Pendant ce tems, le général Melchor Aymerich atteint Riobamba avec 2 000 soldats et établit son quartier général dans la ville. Au courant de la situation, Aymerich décide de diviser ses forces et d'attaque sur deux fronts, le premier suivant le trajet Riobamba-Guaranda-Balzapamba-Babahoyo et l'autre division sous le commandement du colonel Francisco González suivant le trajet Cuenca-Tambo-Suscal-Boliche-Yaguachi Viejo-Babahoyo, les deux fronts devant se réunir à Babahoyo le 20 août 1821. González quitte Cuenca le 31 juillet, laissant une garnison dans la ville commandée par le capitaine Agustín Agualongo et le lieutenant-colonel Carlos José Marín.
Sucre, disposant d'une force inférieure en nombre, analyse la situation et décide de concentrer ses forces pour attaquer le colonel González aux alentours de Yaguachi. Il organise une force de réserve qu'il place sous le commandement du commandant Sebastián Pinilla et envoie à Portoviejo, ordonne l'avance de l'avant-garde dirigée par le général Mires jusqu'au point nommé « Boca de Montaña » et programme la marche de ses propres troupes pour le 17 août 1821. Ce jour-là les armées patriotes avancent à marche forcée sur 55 km pour atteindre Yaguachi. Le matin du 19 août 1821 les forces patriotes sortent de Yaguachi et occupent les positions préalablement définies par le lieutenant-colonel Cestáris. Elles trouvent sur leur chemin les troupes royalistes du  colonel González.

## Déroulement
Une fois en route le général Sucre atteint la « boca de montaña »  de Yaguachi à l'endroit appelé Cone. Le terrain malgré son caractère plat est recouvert d'une haute forêt dans laquelle des forces ne peuvent pas pleinement se déployer en raison de la route étroite qui ne permet pas le passage de deux hommes de front. 
Cependant, la compagnie de chasseurs du bataillon "Santander" se met en position des deux côtés de la route pour prendre les royalistes dans un feu croisé soutenu jusqu'à ce que le reste du bataillon trouve un moyen d'attaquer l'ennemi, les obligeant à se replier à un point où ils peuvent essayez de résister aux attaques patriotes. 
Le commandant patriote Félix Soler brise finalement le front et les soldats royalistes battent en retraite, donnant ainsi une nouvelle victoire pour la cause indépendantiste.

## Conséquences
Le nombre de victimes parmi les troupes est assez élevée. Le colonel Gonzalez réussit à s'échapper avec seulement 200 soldats et retourne à Cuenca.
Frustré de la défaite espagnole, Melchor Aymerich, décide de retourner à Riobamba avec un contingent de 1 500 fantassins et 600 cavaliers, pour repenser sa stratégie de combat.